# Marcel Dussault
Marcel Marie Henri Dussault (* 14. Mai 1926 in La Châtre; † 19. September 2014 in Châteauroux) war ein französischer Radrennfahrer.

## Sportliche Laufbahn
Dussault war im Straßenradsport aktiv. Als Amateur startete er für den Verein AVC Châteauroux. Zu seinen fast 50 Siegen in dieser Klasse gehörte der Circuit des Deux Ponts 1947.
1947 wurde er Unabhängiger. Von 1948 bis 1958 war er als Berufsfahrer aktiv. 1948 siegte er bei Paris–Bourges vor Maurice Hougron, 1949 vor Nello Sforacchi.
Seine bedeutendsten sportlichen Erfolge waren Etappensiege in der Tour de France 1949, 1950 und 1954. 1951 war er im Circuit boussaquin erfolgreich. 1953 gewann er eine Etappe der Tour du Sud-Est und 1958 in der Tour de l’Oise. 
Zweite Plätze holte Dussault im Circuit boussaquin 1948 und 1950, im Circuit du Maine-et-Loire sowie bei Paris–Brüssel hinter Briek Schotte 1952. Die Tour de France bestritt er viermal. 1950 wurde er 31., 1954 62. der Gesamtwertung. 1949 und 1952 war er ausgeschieden.